# Orquesta Filarmónica de Osaka

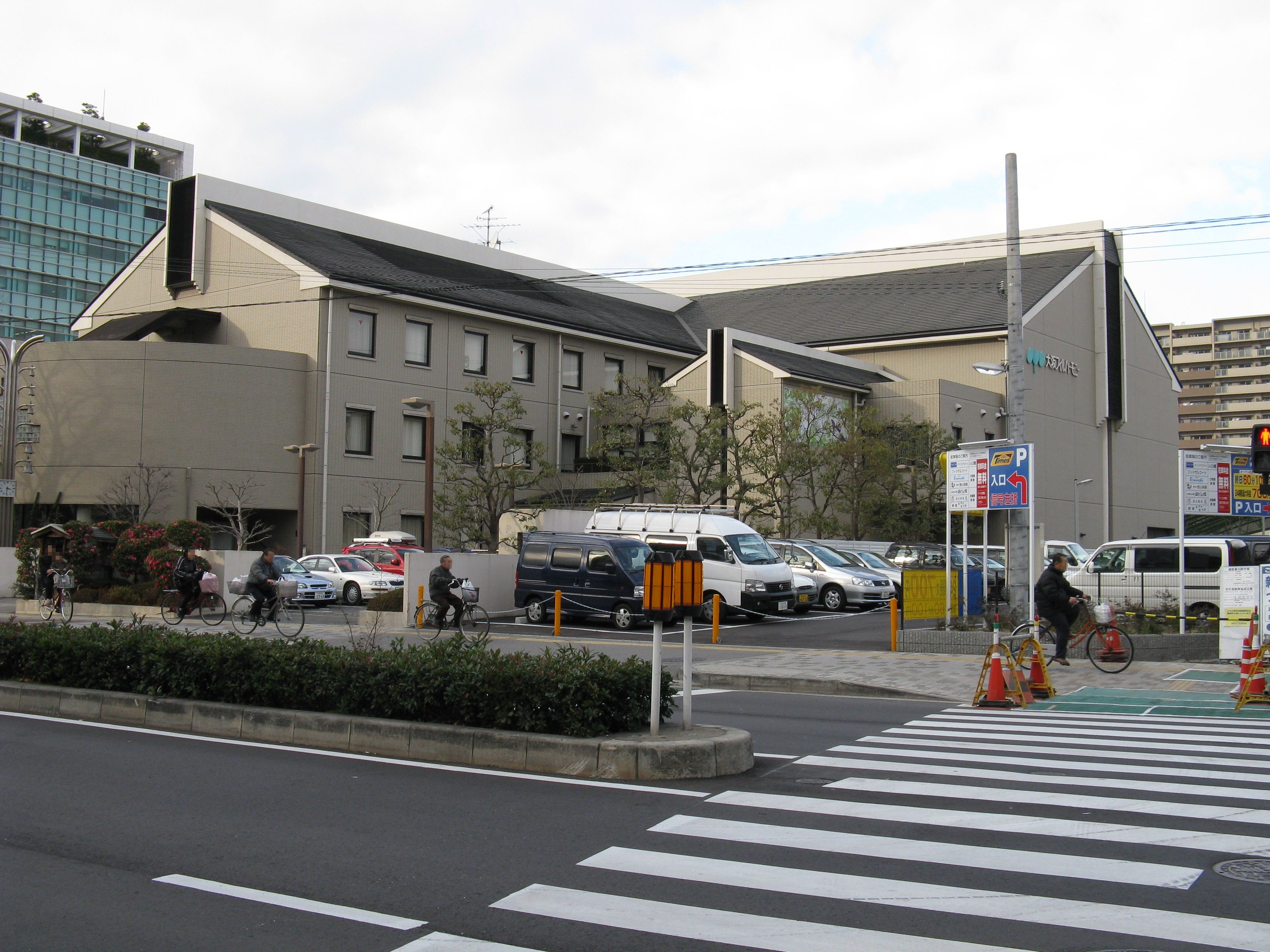
El Edificio de la Orquesta Filarmónica de Osaka en la Ciudad de Osaka, Japón.

La Orquesta Filarmónica de Osaka (en japonés: 大阪フィルハーモニー交響楽団|Ōsaka Firuhāmonī Kōkyō Gakudan) es una orquesta sinfónica con sede en la ciudad de Osaka, Japón. Fue fundada por Takashi Asahina en 1947 como Orquesta Sinfónica de Kansai, adoptando el nombre actual en 1960. Su fundador la dirigió hasta el año 2001. 

## Directores
- Takashi Asahina (1947-2001)
- Eiji Oue (2003-)